# Лаишево
Лаишево (рус. Лаишево) град је у Русији у Татарстану.

## Становништво
| 1939. | 1959. | 1970. | 1979. | 1989. | 2002. | 2010. |
| ----- | ----- | ----- | ----- | ----- | ----- | ----- |
| 3.968 | 6.211 | 5.539 | 6.706 | 7.067 | 7.730 | 7.735 |